# Megetra punctata
Megetra punctata là một loài bọ cánh cứng trong họ Meloidae. Loài này được Selander miêu tả khoa học năm 1965.